# National Catholic Reporter

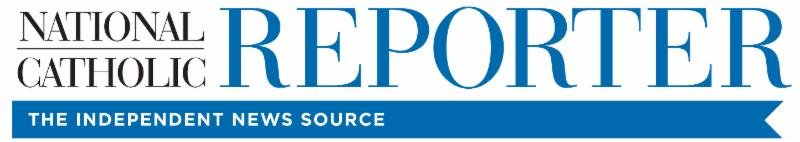
Logo national catholic reporter (NCR)

Le National Catholic Reporter (NCR) est une publication catholique bi-hebdomadaire de tendance progressiste publié depuis 1964 par des laïcs, des religieuses et des prêtres de l'Église catholique aux États-Unis. Il est diffusé sur tout le territoire américain ainsi que dans quatre-vingt-seize autres pays sur tous les continents[réf. nécessaire].

## Positionnement
Le NCR est une publication de tendance progressiste qui a une grande notoriété aux États-Unis. Son contenu éditorial est contesté en raison de son soutien à l'avortement et à la contraception. Le journal est également opposé à la peine de mort et en faveur de la justice sociale, de la paix et de la protection de l'environnement[réf. nécessaire]. Il milite pour l'ordination des femmes.
Les rédacteurs connus du National Catholic Reporter sont Joan Chittister, l'ancien évêque auxiliaire de Détroit (Michigan) Thomas Gumbleton et John L. Allen, Jr.[réf. nécessaire]
En 2001, le National Catholic Reporter publie plusieurs rapports dénonçant des abus sexuels à l'égard de religieuses. Celui de Maura O’Donohue, une religieuse médecin d’origine irlandaise, avait été envoyé en 1994 au Vatican. À la suite de cette publication par le média américain, Joaquin Navarro-Valls, directeur du Bureau de presse du Saint-Siège, déclare que le problème est connu mais limité à la zone géographique de l'Afrique.